# Nyíregyháza-körgyűrű
A Nyíregyháza-körgyűrű (ahogy a nevében is szerepel) egy körgyűrű jellegű elkerülő út, amely tehermentesíti Nyíregyházát és városrészeit. 
Részei az M3-as autópálya, a 403-as főút és az utóbbi években a 338-as főút is, mióta (2019 októberében) átadták az utóbbi út befejező szakaszát.